# William Westmoreland
William Childs Westmoreland (ur. 26 marca 1914 w Spartanburgu, zm. 18 lipca 2005 w Charleston) – amerykański generał, od 1964 do 1968 dowódca wojsk amerykańskich w Wietnamie Południowym, od 1968 do 1972 szef Połączonych Sztabów Sił Zbrojnych USA. Człowiek Roku 1965 według magazynu „Time”.
Westmoreland przyjął strategię wojny na wyniszczenie przeciwko Vietcongowi i armii północnowietnamskiej, próbując pozbawić je siły ludzkiej i środków do prowadzenia walki. Wykorzystał także przewagę artyleryjską i powietrzną Stanów Zjednoczonych, zarówno w konfrontacjach taktycznych, jak i w bombardowaniach strategicznych Wietnamu Północnego. Niemniej jednak poparcie społeczne dla wojny ostatecznie zmalało, zwłaszcza po bitwie pod Khe Sanh i ofensywie Tết w 1968 roku. Tuż przed jego mianowaniem szefem sztabu armii, siły amerykańskie w Wietnamie osiągnęły szczytową liczebność 535 000 ludzi.
Strategia Westmorelanda ostatecznie zakończyła się niepowodzeniem politycznym i militarnym. Rosnące ofiary po stronie Stanów Zjednoczonych i obowiązkowy pobór podkopały wsparcie amerykańskiego społeczeństwa dla wojny, podczas gdy duże straty wśród cywilów osłabiły poparcie międzynarodowe dla Wietnamu Południowego.